# Marcelo Espina
Marcelo Fabián Espina Barrano (* 28. April 1967 in Buenos Aires) ist ein ehemaliger argentinischer Fußballspieler und -trainer. Der Mittelfeldspieler ist sechsmaliger argentinischer Nationalspieler und gewann auf Vereinsebene vier chilenische Meisterschaften mit dem CSD Colo-Colo.

## Karriere

### Verein
Marcelo Espina begann seine Profikarriere 1986 beim CA Platense in der Primera División. Nach vier erfolgreichen Jahren wechselte der offensive Mittelfeldspieler nach Mexiko, wo er erst für den CD Irapuato und dann für den CF Atlante auflief. Er kehrte 1992 nach Argentinien zu CA Lanús zurück. Bei seiner Rückkehr zu Platense wurde er in der Clausura 1994 mit elf Treffern gemeinsam mit Hernán Crespo Ligatorschützenkönig. Von 1996 bis 1998 spielte Espina beim CSD Colo-Colo in Chile. In drei Jahren holte der Mittelfeldspieler vier Titel mit den Albos: die drei Meisterschaften 1996, Clausura 1997 und 1998 sowie die Copa Chile 1996. Von 1991 bis 2001 spielte der Argentinier beim spanischen Klub Racing Santander und kam dann wieder zu Colo-Colo zurück. In der Clausura 2002 gewann Espina einen weiteren Meistertitel mit dem Hauptstadtklub. 1998 und von 2002 bis zu seinem Karriereende im Juli 2004 war er Kapitän der Mannschaft. Insgesamt lief der 1,74 m große Offensivakteur in 328 Spielen für die Caciques auf und erzielte 81 Tore für den Klub.

### Nationalmannschaft
Marcelo Espina debütierte im November 1994 für die argentinische Nationalmannschaft beim Freundschaftsspiel gegen Chile. Beim 3:0-Erfolg erzielte der Mittelfeldspieler ein Tor und gab eine Vorlage. Nach zwei weiteren Freundschaftsspielen wurde er für den König-Fahd-Pokal 1995, einem Vorläufer des FIFA-Konföderationen-Pokals, nominiert. Er bekam sein einziges Turnierspiel im Finale gegen Dänemark, als er in der 75. Spielminute für Pascual Rambert eingewechselt wurde. Die Albiceleste verlor das Spiel mit 0:2. Nach einem weiteren Freundschaftsspieleinsatz wurde Espina in den Kader zur Copa América 1995 berufen. Er kam beim letzten Gruppenspiel gegen die USA in der ersten Halbzeit zum Einsatz. Argentinien wurde aufgrund der 0:3-Niederlage nur Gruppenzweiter und schied im Viertelfinale gegen Brasilien aus. Nach dem Turnier bestritt Espina keine weiteren Länderspiele mehr.

### Trainer
Marcelo Espina wurde 2005 Trainer vom CSD Colo-Colo, allerdings nach dem klaren Ausscheiden im Viertelfinale der Play-offs gegen den CD Huachipato nach der Apertura 2005 entlassen. In Chile trainierte er noch Everton und Unión Española, war aber bei beiden Klubs nicht sehr erfolgreich und wurde, wie auch schon bei seiner ersten Cheftrainerposition, vor Vertragsende von seinen Aufgaben entbunden. Bei seinem Debütklub als Spieler CA Platense, der in der dritten argentinischen Liga spielte, wurde Espina 2010 als Interimstrainer vorgestellt, nach zwei Spielen wurde er mit einem Vertrag ausgestattet. 2011 wechselte der frühere Nationalspieler zu Ligakonkurrent CA Acassuso, kehrte jedoch 2012 noch einmal zu Platense zurück.
Danach arbeitete Espina als Kommentator für ESPN Chile und wurde 2018 Sportdirektor bei Colo-Colo. Im Dezember 2020 trat er von diesem Posten zurück.

## Erfolge
Colo-Colo
- Chilenischer Meister: 1996, 1997-C, 1998, 2002-C
- Chilenischer Pokalsieger: 1996

## Auszeichnungen
- Torschützenkönig der argentinischen Primera División: 1994-C